# Письменный стол

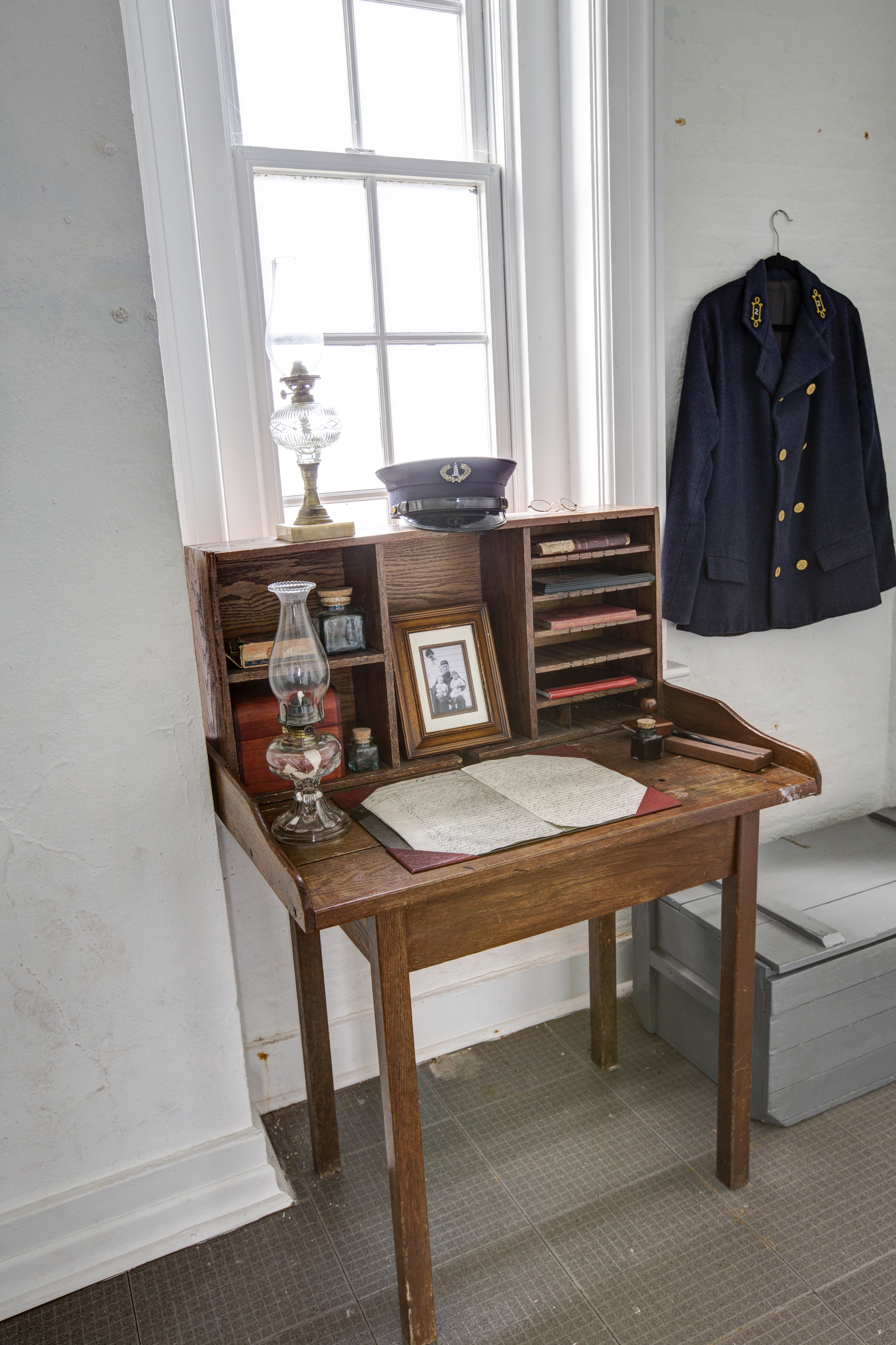
Письменный стол с полками

Письменный стол — стол для письменных работ и аналогичных занятий сидя.
Письменные столы используются в школе, офисе и дома как для академических, профессиональных или бытовых задач, таких как чтение, письмо, или используя такое оборудование, как персональный компьютер, факс.
Под рабочей поверхностью письменного стола находятся выдвижные ящики, в которых обычно хранятся канцелярские принадлежности и документы.